# Chamaesium
- Commons
- Wikispecies

Chamaesium é um gênero botânico pertencente à família Apiaceae, com cerca de 5 à 8 espécies. É endêmico da Ásia Central, China e Índia.
1. ↑  «Chamaesium — World Flora Online». www.worldfloraonline.org. Consultado em 19 de agosto de 2020